# Eletropaulo
Eletropaulo fue una empresa estatal de distribución de energía eléctrica con sede en São Paulo, Brasil. Creada en 1981, llegó a tener más de 27.000 empleados. En la década de 1990 fue escindida en otras empresas de tamaño más pequeño, algunas de las cuales fueron privatizadas, entre ellas AES Eletropaulo.

## Antecedentes
Desde 1899, la Light São Paulo, nombre abreviado de São Paulo Tramway, Light and Power Company, una empresa privada de capital canadiense, fue la responsable de los servicios de energía eléctrica de São Paulo, capital y alrededores. Posteriormente, la Light São Paulo también pasó a ofrecer servicios de energía eléctrica en todo el estado de Río de Janeiro.
A finales de la década de 1970, el contrato de concesión de la Light São Paulo con el gobierno federal, firmado a principios de siglo y con una validez para 70 años, concluyó con la entrega de los activos resultantes tanto en Río de Janeiro como en la capital, São Paulo, al gobierno brasileño. Sin embargo, en circunstancias oscuras, durante la dictadura militar brasileña, el entonces ministro de Minas y Energía, Shigeaki Ueki, a través de Eletrobrás, adquirió el control accionarial de la Light – Servicios de Electricidad S/A, nacionalizándola.

## Creación de Eletropaulo
En 1981 el gobierno del estado de São Paulo adquirió la parte paulista de la Light y creó su propia empresa de energía, con el nombre de Eletropaulo. Durante toda la década de 1980 e inicio de la década de 1990, Eletropaulo fue una de las mayores empresas estatales del estado de São Paulo, llegando a tener cerca de 27 000 empleados. Era considerada una de las mayores distribuidoras de energía eléctrica del mundo.

### Privatización
A partir de 1995, el entonces gobernador Mário Covas creó el PED - Programa Estatual de Desestatização, para iniciar un proceso de privatización de innumerables empresas estatales paulistas, además de tramos de autopistas y ferrocarriles.
Considerada por los técnicos del gobierno provincial como una empresa grande demás para ser privatizada en un único bloque, la compañía Eletropaulo fue dividida en cuatro empresas más pequeñas:
- Eletropaulo Metropolitana, de más rentable de todas, que fue privatizada en 1999 y ahora es conocida como AES Eletropaulo, responsable por la operación de servicios de energía eléctrica en la capital de São Paulo y parte de la región metropolitana.
- Empresa Metropolitana de Aguas y Energía o EMAE, encargada de controlar el volumen de agua del Río Abetos, de la Represa de Guarapiranga, de la Estación Elevatória de la Traición y Fábrica Henry Borden, mantenida bajo control estatal hasta el momento.
- Empresa Bandeirante de Energía, privatizada en 1999 y actualmente conocida como Bandeirante Energía.
- Empresa Paulista de Transmisión de Energía, conocida actualmente sólo como Transmisión Paulista, privatizada en 2006.

### Extinción de la empresa y supervivencia de la marca
Oficialmente, la marca y razón social Eletropaulo no existe desde 1999, con la escisión de la compañía en empresas más pequeñas, aunque clientes y usuarios en general aún no están habituados a sus nuevas denominaciones. Muchos de los clientes más antiguos llaman aún a AES Eletropaulo como Light. Muchas instalaciones y placas de las nuevas empresas sucesoras de la Eletropaulo tampoco fueron modificados en el transcurrir del tiempo, contribuyendo a la confusión.
La Fundación Energía y Saneamiento, creada en 1998 para preservar y divulgar el patrimonio histórico-cultural del sector energético, heredó buena parte de documentos y objetos antiguos de la compañía Eletropaulo y de otras antiguas empresas de energía y saneamiento ya extintas.